# Daucus minusculus
Pseudorlaya minuscula · Faux-orlaya minuscule
Espèce
Synonymes
- Pseudorlaya minuscula (Pau ex Font Quer) Laínz, 1962

Daucus minusculus ou Pseudorlaya minuscula, en français Faux-orlaya minuscule, est une espèce de plantes à fleurs de la famille des Apiaceae, endémique de l'ouest de la Méditerranée.

## Taxonomie
L'espèce est décrite en premier par Carlos Pau en 1914, sous le basionyme Daucus minusculus. Elle est déplacée dans le genre Pseudorlaya par Manuel Laínz en 1962. Il y a encore débat sur son appartenance au genre Daucus ou au genre Pseudorlaya qui peut être considéré comme synonyme du premier. Ainsi, le nom correct est Daucus minusculus,, ou Pseudorlaya minuscula,,.
Daucus minusculus a pour synonymes :
- Daucus minusculus Pau, 1914[2]
- Daucus pumilus subsp. minusculus (Loret & Barrandon) Maire, 1932[1],[2]
- Pseudorlaya minuscula (Pau ex Font Quer) Lainz, 1962[1],[2]
- Pseudorlaya pycnacantha H.Lindb., 1932[2]

Cette plante se nomme en français « Faux-orlaya minuscule » et en italien lappola minima.

## Description

### Appareil végétatif
C'est une petite plante annuelle, d'une hauteur de 3 à 15 cm, fortement pubescente de poils raides courts, très rameuse dès la base, à tiges étalées ou ascendantes. Les feuilles sont pédonculées, à limbe foliaire 2 à 3 pennatipartite, à lobes ultimes courts et serrés.

### Appareil reproducteur
Les ombelles sont pédonculées, d'un diamètre de 2 à 4 cm, non contractées à la fructification, à 3 à 5 rayons inégaux et 2 à 5 bractées pétiolulées, divisées-pennées et hirsutes. Les ombellules sont à 2 à 7 rayons courts (inférieurs à 2 mm) et 2 à 5 bractéoles réduites, trifides ou entières. Les fleurs sont blanches ou rosées régulières, à pétales externes non radiants. Les styles sont inférieurs à 0,2 mm, inférieurs aux stylopodes.
Le fruit est oblong et hirsute, de dimensions 4-7x2-2,5 mm (hors épines) ; les méricarpes ont les côtes primaires à nombreux poils simples, fins, à peine distincts des nombreuses épines glochidiées des côtes secondaires serrées et étroites, sur deux rangs, non élargies et non conniventes à leur base, inférieures ou égales à la largeur du fruit. 
La floraison a lieu en mars et mai.

### Confusions possibles
Elle est très proche de Daucus pumilus. En absence de fruits, elle est indiscernable au premier printemps de D. pumilus.

## Habitat et écologie
Elle pousse dans les sables et dunes du littoral, les pâtures sablonneuses.

## Répartition
Elle est endémique de l'ouest de la Méditerranée, présente au Maroc, dans le Sud de l'Espagne, sur les côtes du Portugal. Elle est assez fréquente sur le littoral océanique de Tanger à Casablanca, et en Mamora. Elle a également été signalée en Sardaigne,.